# La Vision de saint Eustache
La Vision de saint Eustache (65 × 53 cm) est un tableau de Pisanello (1395-1455) vers 1438-1442 et conservé à la National Gallery à Londres.

## Description
Le tableau (de dimensions : 65 × 53 cm) représente la vision qu'aurait eue Eustache de Rome en rencontrant un cerf dont les bois formaient l'image du Christ crucifié. Ici, le style gothique du dernier représentant de ce style apparait clairement par l'utilisation de vêtement à la mode du Moyen Âge pour la représentation du saint perché sur son cheval. Celui-ci est entouré d'une multitude d'animaux et en bas apparaît un parchemin replié de style parfaitement gothique.

## Postérité
Le tableau fait partie du musée imaginaire de l'historien français Paul Veyne, qui le décrit dans son ouvrage justement intitulé Mon musée imaginaire.